# Louis-Antoine de Rohan-Chabot

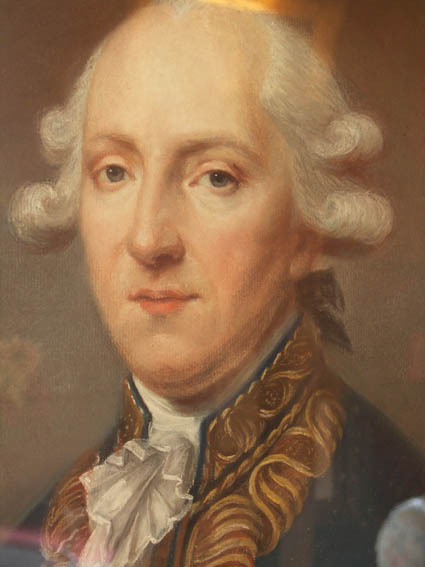
Porträt von Louis Antoine de Rohan-Chabot, Anonym, 1783, Schloss Josselin

Louis Antoine Auguste de Rohan-Chabot (* 20. April 1733; † 29. Oktober 1807 in Paris) aus dem Haus Rohan-Chabot war ein französischer Aristokrat und Lieutenant-général.
Er war 6. Prince de Léon, (1775) Duc de Chabot, (1791) 5. Duc de Rohan, Vicomte de Bignan, Baron de Kerguéhennec, Comte de Chabot, de Maillé et de La Marche.

## Leben
Er ist der älteste Sohn von Guy-Auguste de Rohan-Chabot, Comte de Maillé-Seizploue, Vicomte de Bignan, Lieutenant-général des Armées du Roi, und Yvonne Sylvie du Breil de Rays, seiner ersten Frau.

### Im Dienst des Königs
Am 4. April 1747 trat er als Kornett in das Régiment de Rohan cavalerie ein. Er nahm an der Belagerung von Maastricht (April/Mai 1748) teil. Am 25. August 1749 wurde er zum Colonel à la suite des neu aufgestellten Régiment des Grenadiers de France ernannt.
Am 2. Februar 1756 – kurz vor Ausbruch des Siebenjährigen Kriegs – wurde er Maréchal-de-camp-lieutenant des Régiment Royal-Étranger cavalerie, das er in der Schlacht bei Hastenbeck (26. Juli 1757), bei der Einnahme von Minden und Hannover und in den Feldlagern von Kloster Zeven und Zell im selben Jahr kommandierte. Er war 1758 auf dem Rückzug aus dem Kurfürstentum Hannover und in der Schlacht bei Krefeld am 23. Juni. Er kämpfte am 1. August 1759 in der Schlacht bei Minden, 1760 im Gefecht bei Korbach, der Schlacht bei Warburg (31. Juli) und der Schlacht bei Kloster Kampen (15. Oktober).
Am 20. Februar 1761 wurde er zum Brigadier befördert, im April zum Inspecteur- général des troupes légères. Im Mai 1763 wurde er (mit Patent vom 25. Juli 1762) Maréchal de camp und gab in der Folge sein Regiment ab.
1769 erhielt er den Nachlass seiner kinderlos verstorbenen Kusine Henriette Charlotte de Chabot, Comtesse de Jarnac und Witwe von Charles-Hannibal de Rohan-Chabot, der unter anderem das Gut Marouatte umfasste.
Am 5. Dezember 1781 wurde er zum Lieutenant-général befördert und am 1. Januar 1784 als Chevalier in den Orden vom Heiligen Geist aufgenommen.

### Während der Revolution
Als 1789 die Revolution ausbrach, schloss er sich ihr einige Zeit lang an, diente zunächst als Nationalgardist in Paris und wurde später Adjutant des Generals Lafayette. Als er sah, dass die Monarchie und sogar das Leben des Königs bedroht waren, wechselte er die Seiten.
Im Jahr 1791 erhielt er den Nachlass seines Vetters ersten Grades, Louis Marie Bretagne de Rohan-Chabot, 5. Duc de Rohan und Pair de France, der ebenfalls ohne Nachkommen gestorben war. Inmitten der Revolutionswirren wurde er so zum 6. Duc de Rohan und zum Oberhaupt der Familie Rohan-Chabot.
Beim Tuileriensturm am 10. August 1792 begab er sich aus eigenem Antrieb zu Ludwig XVI., als dieser sich in die Nationalversammlung begab. Der Duc de Chabot, der es sich zur Pflicht gemacht hatte, über die Person seines Herrschers zu wachen, hielt während des 11. und 12. August ohne jeden Befehl Wache an der Tür zu den Gemächern des Königs. Bald wurde seine Verbundenheit mit der königlichen Familie bemerkt, worauf er im Jardin des Tuileries verhaftet, als verdächtig denunziert und in das Prison de l’Abbaye gebracht wurde.
1793 unterhielt er einen Briefwechsel mit Madame du Barry. Er wurde überführt, von ihr ein Darlehen in Höhe von 200.000 Livres erhalten zu haben, um den Aufstand der Vendée zu unterstützen.
1794 wurde sein Schloss Pontivy beschlagnahmt, zudem musste er mehrere seiner Besitztümer (Burg Blain, Schloss Josselin, Schloss Kerguéhennec) an Louis de Janzé verkaufen.
Louis Antoine de Rohan-Chabot starb am 29. Oktober 1807 in seinem Hôtel particulier in der Rue de Miromesnil, Faubourg Saint-Honoré, No. 26. Beigesetzt wurde er in der Kapelle des Schlosses La Roche-Guyon.
Die Restauration ermöglichte es 1814 seinem Sohn Alexandre Louis Auguste de Rohan-Chabot, mehrere der Familiengüter, darunter die Schlösser Pontivy und Josselin vom Vicomte de Janzé zurückzukaufen.

## Ehen und Nachkommen
Am 12. April 1757 heiratete er Elisabeth-Louise de La Rochefoucauld (* 17. Juni 1740 in Paris; † 12. Dezember 1786 ebenda), Tochter von Jean-Baptiste de La Rochefoucauld de Roye, Duc d‘ Anville, Lieutenant-général des Armées navales, und Marie Louise Nicole de La Rochefoucauld, Dame de La Roche-Guyon. Als seine Schwiegermutter 1797 starb, erbten seine beiden überlebenden Kinder La Roche-Guyon, das 1816 durch eine Teilung seinem Sohn zugesprochen wurde.
Aus dieser Ehe stammen:
- Alexandre Louis Auguste (* 3. Dezember 1761; 8. Februar 1816), 1806 6. Duc de Rohan, 9. Prince de Léon, Comte de Chabot, (4. Juni 1814 auf Lebenszeit, 19. August 1815 erblicher) Pair de France; ⚭ 20. Juni 1785 Anne Elisabeth de Montmorency (* 1771/72; † 20. November-1828), Tochter von Anne Léon II. de Montmorency-Fosseux, Duc de Montmorency et de Beaufort (Stammliste der Montmorency)
- Armand Charles Just (* 25. Juni 1767; † ermordet 3. September 1792 in den Septembermassakern im Prison de l'Abbaye in Paris), Comte de Chabot, ledig
- Alexandrine Charlotte Sophie (* 3. Oktober 1763; † 8. Dezember 1839), ⚭ (1) 13. März 1780 Louis-Alexandre de La Rochefoucauld, 6. Duc de La Rochefoucauld, Duc de La Roche-Guyon, Duc d'Anville, Prince de Marsillan, Pair de France († ermordet 4. September 1792 in den Septembermassakern in Gisors); ⚭ (2) 20. Februar 1810 Boniface Louis André, Marquis de Castellane, Pair de France († 21. Februar 1837)

Am 14. März 1798 (24. Ventôse an VI) heiratete er in zweiter Ehe Adélaïde Suzanne de Vismes, die Witwe des Generalpächters Jean-Benjamin de La Borde (1794 guillotiniert), Tochter von Pierre-Martin de Vismes und Marie-Louise Legendre.